# Diego de Agüero
Diego de Agüero y Sandoval (* 1511 in Deleitosa; † 1544 in Lima) war ein spanischer Konquistador.

## Leben
Agüero war der Sohn von García González de Agüero und María de Sandoval. Er begab sich mit Francisco Pizarro nach Peru, nachdem dieser die Kapitulation von Toledo unterzeichnet hatte. De Agüero nahm an der Landung in Tumbes, an der Gründung von San Miguel de Tangarará, am Marsch auf Cajamarca und an der Gefangennahme von Atahualpa teil.
De Agüero war Forschungsreisender der Hochebene von Collao und der Inseln des Titicaca-Sees und unterstützte Diego de Almagro bei der Eroberung von Quito, wo Agüero erreichte, dass Pedro de Alvarado der Überlassung seiner Armee an Pizarro zustimmte und lediglich eine Entschädigung von 100.000 Pesos forderte.